# 北山龍屬 (鳥臀目)
北山龍屬（屬名：Peishansaurus）是種草食性恐龍，生存於晚白堊紀坎潘階，約9750萬年前到6500萬年前。
北山龍是由Birger Bohlin在1953年所敘述、命名，化石發現於中國新疆，包含頜部碎片與牙齒。模式種是薄甲北山龍（P. philemys），屬名是以新疆北山山脈，為名。目前不確定牠們為甲龍類或是厚頭龍類。